# Daniel Tani
Daniel Michio Tani (Ridley Park, 1º febbraio 1961) è un ex astronauta statunitense. Ha partecipato alla missione spaziale Shuttle STS-108 nel 2001 e alla missione di lunga durata STS-120/STS-122 (Expedition 16) nel 2007.

## Biografia
Tani è nato in Pennsylvania, ma vive a Lombard in Illinois. È sposato con Jane Egan. Ha conseguito un Bachelor of science nel 1984 ed un Master nel 1988 in Ingegneria meccanica al MIT.
Nell'aprile 1996 è stato selezionato come candidato astronauta dalla NASA, nell'agosto dello stesso anno ha iniziato i due anni di addestramento astronautico al Johnson Space Center al termine dei quali è stato qualificato come specialista di missione.
Nel 2001 ha volato con la missione STS-108 dello Shuttle durante la quale ha trascorso quasi 12 giorni nello spazio compiendo un'attività extraveicolare di circa 4 ore.
Ha fatto parte della Expedition 16, era partito il 23 ottobre 2007 con la missione STS-120 ed è rientrato nel febbraio 2008, dopo quasi quattro mesi di permanenza nella Stazione spaziale internazionale, come membro dell'Expedition 16, con la missione STS-122.